# Gnadenstoß
Der Begriff Gnadenstoß (frz.: Coup de grâceⓘ) bzw. Gnadenschuss, im Zusammenhang mit der Jagd auch Fangstoß bzw. Fangschuss, leitet sich historisch vom aus Gnade gewährten Todesstoß des Scharfrichters ab und bezeichnet die Tötung eines Lebewesens, um sein Leid zu verkürzen.

## Beim Menschen
Im Altertum wurde einem schwer verletzten oder im Kampf unterlegenen und nicht begnadigten Gladiator von seinem Gegner mit einem Messerstich in den Hals oder ins Herz der Todesstoß versetzt. Bei der Hinrichtung eines Menschen kann „Gnadenschuss“ einen tödlichen Schuss  bezeichnen (z. B. Kopfschuss), der aus sehr kurzer Entfernung abgegeben wird, um eine Person zu töten, die bei einer Erschießung nicht durch die erste Salve getötet wurde, oder beim Rädern konnte manchen Verurteilten schon kurz nach Beginn der Prozedur ein „Gnadenstoß“ treffen, indem der Henker mit dem Richtrad auf seinen Hals oder Herz zielte.
Der Begriff wird auch verwendet, wenn Soldaten auf dem Schlachtfeld oder dem Rückzug schwerverwundete Kameraden oder Gefangene, denen nicht geholfen werden kann, mit oder ohne deren Zustimmung töten, um ihnen weiteres Leid zu ersparen.
Im übertragenen Sinn steht Gnaden- oder Fangschuss auch synonym für jemandem den Rest geben, von einem (vermeintlichen) Leiden erlösen.
Streng abzugrenzen ist der finale Rettungsschuss.

## Beim Tier
Der Ausdruck Gnadenschuss ist im Zusammenhang mit der Euthanasie eines schwer verletzten, kranken Tieres, etwa nach einem  Wildunfall oder zur Gefahrenabwehr bei aggressiven Tieren durch die Polizei, Jagdausübungsberechtigte oder Tierärzte bekannt. Rechtsgrundlage für die berufsmäßige Tötung von Wirbeltieren können unter bestimmten Voraussetzungen die deutschen Polizeiaufgabengesetze oder das Tierschutzgesetz (§ 4 TSchG) sein.
In Österreich ist der polizeiliche Waffengebrauch zur Durchführung eines Gnadenschusses (Fangschusses) bei Tieren gesetzlich nicht gestattet, dies ist Tierärzten und Jagdausübungsberechtigten vorbehalten.
Der Gnadenstoß des Matadors ins Genick des Tieres beendet das letzte Drittel des Stierkampfs (Faena).

## Rezeption in Film und Literatur
- Ossip Schubins Erzählung Der Gnadenschuß (1905)
- Marguerite Yourcenars Novelle Der Fangschuss (1939)
- Volker Schlöndorffs Verfilmung der Yourcenar-Novelle Der Fangschuß (1976)
- Nur Pferden gibt man den Gnadenschuß, deutscher Titel des 1969 von Sydney Pollack verfilmten Romans They Shoot Horses, Don't They? (1935) von Horace McCoy
- Das Finale im Horrorfilm Die Fliege von 1986
- Beim Finale im Actionfilm John Wick: Kapitel 4 (2023)